# Slavko Ovčina
Slavko Ovčina, slovenski košarkar, * 16. junij 1978.
Ovčina, z višino 2,00 m, igra na položaju krila za KK Triglav Kranj.